# Enrico il Navigatore
Enrico di Aviz, detto Enrico il Navigatore o principe di Sagres (in portoghese: Infante Dom Henrique o Infante de Sagres ou Navegador, Henricus in latino; Porto, 4 marzo 1394 – Sagres, 13 novembre 1460), fu infante del Portogallo, principe della casa reale portoghese e primo duca di Viseu.
Fu una figura molto importante degli inizi dell'era delle esplorazioni geografiche, nonché il primo a comprendere l'importanza di una seria preparazione a terra prima di affrontare i rischi ignoti del mare. Abile e geniale organizzatore di imprese marinare compiute dal 1420 al 1445 (Madera, Azzorre, isole del Capo Verde), a lui, dunque, spetta il merito di avere fondato, intorno al 1450, l'impero coloniale portoghese.
L'opera di Enrico fu proseguita degnamente da suo nipote Giovanni II. Sul suo esempio altri navigatori, in particolare Bartolomeo Diaz, Cristoforo Colombo, Vasco de Gama, Pedro Álvares Cabral e Ferdinando Magellano, completarono l'esplorazione di parte delle terre fino ad allora sconosciute.

## Biografia

### Primi anni

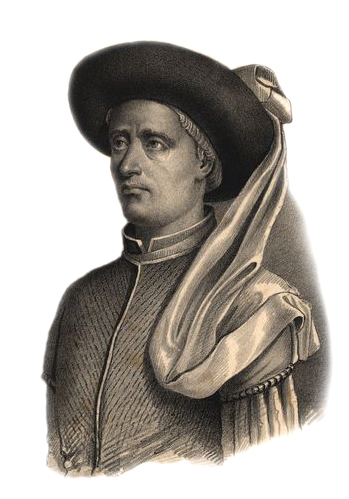
Il giovane Enrico il Navigatore.

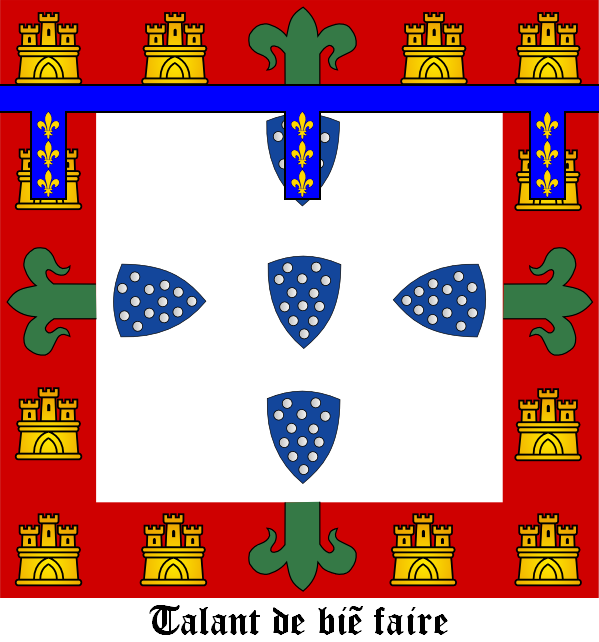
Bandiera personale di Enrico il Navigatore con il suo motto, il misterioso: talent de bien faire. I cinque scudi azzurri, con cinque monete bianche in ciascuno e i dieci castelli d'oro su bordo rosso, sono tuttora parte della bandiera del Portogallo, anche se con alcune modifiche.

Era il figlio quintogenito del re del Portogallo e della regione dell'Algarve, João I o Giovanni I d'Aviz e di sua moglie Filippa di Lancaster.
Suo padre, il re Giovanni I, gli fece avere una buona educazione e una buona istruzione, come ai suoi cinque tra fratelli e sorelle che arrivarono all'età adulta, Edoardo, Pietro, Isabella, Giovanni d'Aviz e Ferdinando, in un ambiente tranquillo e privo di intrighi (il grande poeta portoghese Luís de Camões li cita nel racconto epico I Lusiadi come Ínclita geração).
Nel 1414 convinse il padre a intraprendere la conquista di Ceuta, sulla costa nordafricana, vicino allo Stretto di Gibilterra.
Nell'estate del 1415 fu al fianco del padre e dei fratelli Edoardo e Pietro alla conquista di Ceuta, ed il giorno dopo la presa della città fu fatto cavaliere. La caduta della città avvenne poco dopo la morte della madre Filippa (19 luglio 1415), nell'agosto del 1415, e aprì al Portogallo grandi possibilità di sviluppo commerciale.
A seguito di questa impresa l'11 settembre 1415 gli fu conferito il ducato di Viseu, congiuntamente al fratello Pietro che ricevette il ducato di Coimbra (furono i primi due ducati creati in Portogallo).
Sembra che siano iniziati nel 1416 i lavori di costruzione della villa del Principe nell'attuale località di Sagres, accanto al Capo di San Vicente, nell'Algarve, all'estremità sudoccidentale del Portogallo. La città conobbe una rapida crescita come polo tecnologico d'eccellenza dell'epoca nel campo della navigazione e della cartografia, con un arsenale reale, un osservatorio e una scuola per l'insegnamento di queste materie alla nuova marineria portoghese. I risultati di questa ricerca furono la caravella, la diffusione dei portolani e il perfezionamento della bussola. Jehuda Cresques, un famoso cartografo ebreo, fu chiamato da Maiorca e venne a Sagres per dedicarsi alla raccolta della somma delle conoscenze geografiche, ma soprattutto insegnò ai portoghesi a fare le mappe. Lagos, a pochi chilometri ad est di Sagres, divenne un arsenale di una certa importanza grazie al suo porto. La Fondazione della cosiddetta Scuola di Sagres fu uno dei punti fermi della storia tradizionale del Portogallo.
La sua corte a Sagres divenne luogo di studio e di progettazione di matematici, astronomi, geografi, cartografi, tecnici navali. Si calcolavano le dimensioni dei continenti e le distanze marine, si ideavano e mettevano a punto strumenti come i portolani (le prime carte di navigazione), gli astrolabi (per calcolare l'altezza degli astri sull'orizzonte, dato indispensabile per conoscere la propria posizione), i compassi nautici, i timoni, le bussole. Si progettavano navi veloci, leggere ma anche abbastanza robuste per affrontare gli oceani. Spinto da curiosità scientifiche condusse studi e osservazioni sulle correnti atlantiche, e in un secondo tempo promosse una serie di spedizioni esplorative.
Nel 1418 ritornò a Ceuta con il fratello Giovanni, il futuro connestabile, per soccorrere la città assediata dal sultano del Marocco e dai Mori del regno di Granada.
Rientrato in patria, cominciò ad istruire gli equipaggi per armare delle navi per effettuare una guerra di corsa nello stretto di Gibilterra.

### Scoperte geografiche

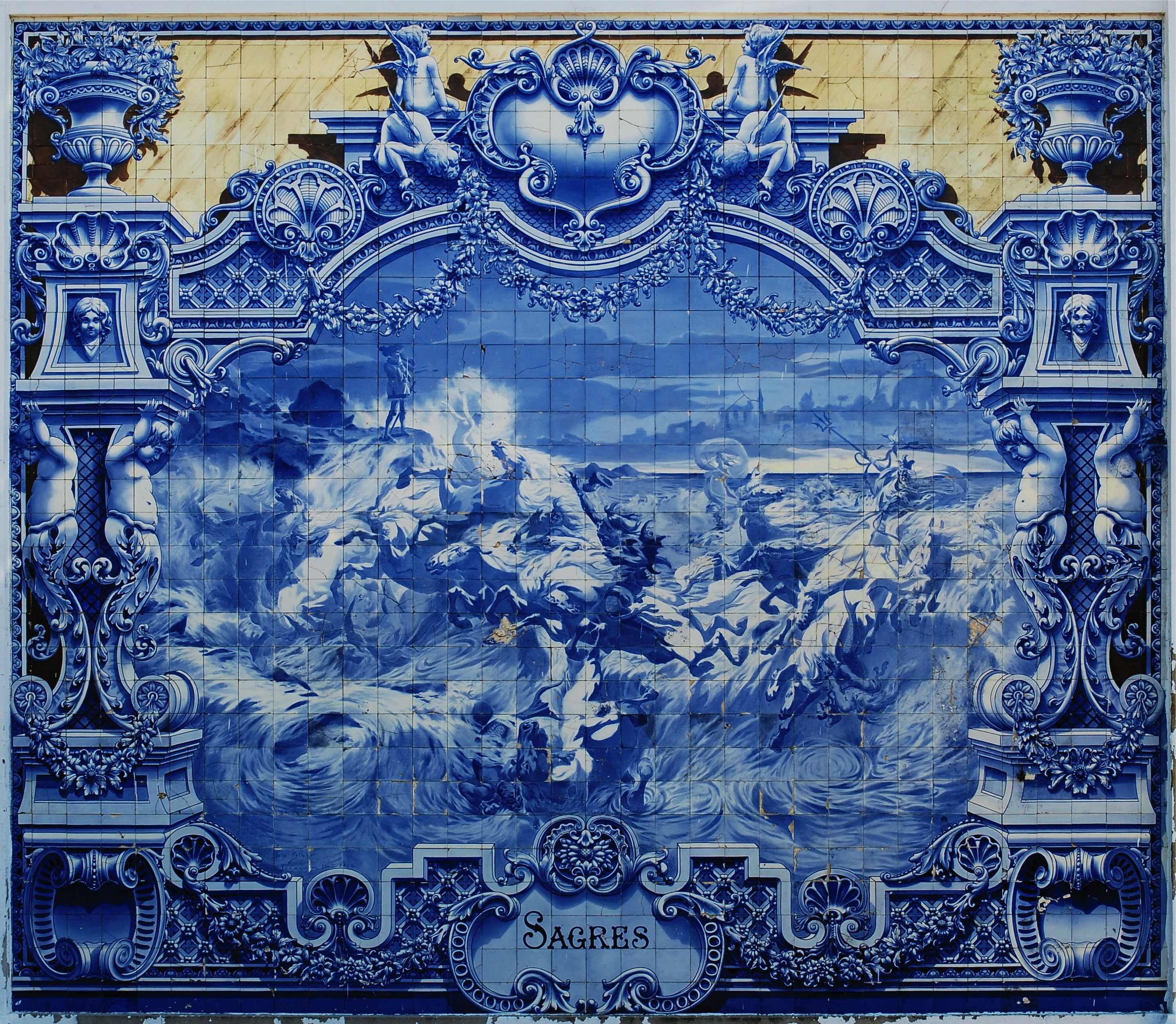
Azulejo di Jorge Colaço (1922) rappresentante Enrico il Navigatore al promontorio di Sagres. Lisbona, padiglione Carlos Lopes.

Era un uomo taciturno e tenace, appassionato dei problemi di navigazione, anche se personalmente non fece mai viaggi per mare. I suoi navigatori non furono dei semplici marinai amanti soltanto del mare e dell'avventura, ma degli scienziati e dei geografi di grande valore.
Uno dei primi risultati di questa attività sarebbe stata la riscoperta verso il 1419, per opera di João Gonçalves Zarco e Tristão Vaz Teixeira, di Madera, che sarà prontamente colonizzata.

Croce dell'Ordine del Cristo, simbolo che adornò, tra le altre cose, le navi portoghesi durante il periodo delle scoperte.

Il 25 maggio 1420 Enrico fu nominato Gran Maestro dell'Ordine del Cristo, un ordine religioso e militare fondato, nel 1319, dal re Dionigi per incorporare le proprietà dell'Ordine dei Templari, soppresso da papa Clemente V il 3 aprile 1312. Questa carica lo accompagnerà per tutta la sua vita di fervido e operoso cristiano.

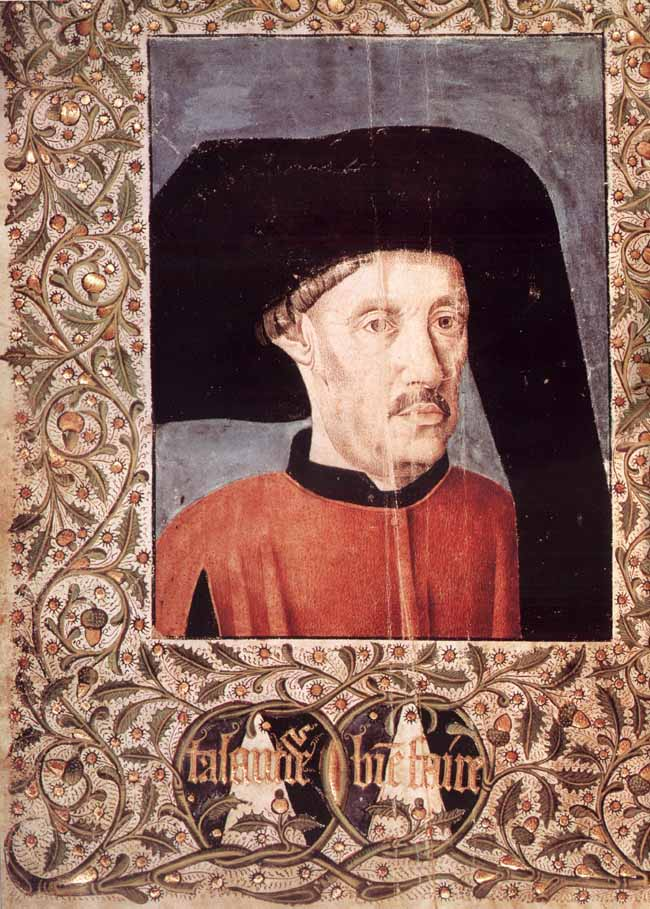
Enrico il Navigatore ritratto in una miniatura del XV secolo.

Per quanto riguarda l'esplorazione dell'Oceano Atlantico, la nomina fu importante in quanto le vaste rendite dell'Ordine aiutarono a finanziare le spedizioni atlantiche, la vera passione del principe.
Nel 1427 Gonçalo Velho e altri scoprivano le prime isole Azzorre. Anche queste isole disabitate furono presto colonizzate.
Alla morte del re suo padre, nel 1433, il fratello del Principe Enrico, il figlio maggiore Duarte, salì al trono come Edoardo I e gli concesse un quinto dei proventi commerciali ottenuti dalle zone appena scoperte, assieme all'esclusiva del diritto di esplorazione oltre Capo Bojador.
All'epoca il Capo Bojador, sulla costa nord-occidentale dell'Africa, era il punto più meridionale sulla costa dell'Africa conosciuto in Europa. Gil Eanes fu il primo a oltrepassarlo nel 1434, dimostrando l'infondatezza delle superstizioni sui territori ignoti che si trovavano più a sud. Infatti già nel 1436 le navi portoghesi arrivarono al Rio do Ouro, aprendo la strada a un'ulteriore esplorazione verso sud della costa africana. A questo punto però i viaggi vennero interrotti per qualche anno, anzitutto per la disastrosa spedizione di Tangeri del 1437 e poi a causa della disputa per la reggenza.
Infatti il regno di Duarte durò appena cinque anni e, alla sua morte la reggenza, per la minore età del nipote Alfonso V, fu contesa tra la regina madre, Eleonora, appoggiata dal fratellastro di Enrico, Alfonso, conte di Barcelos e futuro duca di Braganza, ed il fratello Pietro, che prevalse ed ebbe l'approvazione delle cortes nel dicembre del 1439.
Enrico appoggiò suo fratello Pietro durante tutto il periodo della reggenza, dal 1440 al 1448, ricevendo la conferma dei suoi privilegi. Così, nel 1441, ripresero i viaggi e nel frattempo continuava la colonizzazione delle Azzorre.

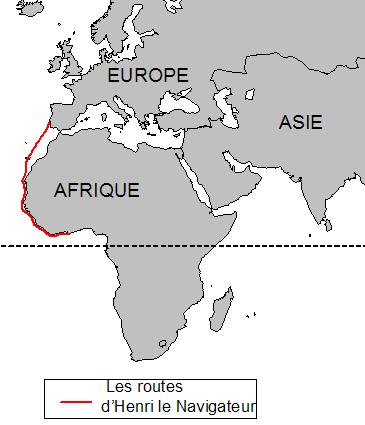
Le rotte d'Enrico il Navigatore.

Con lo sviluppo di un nuovo tipo di nave, la caravella, in grado di reggere meglio il mare Atlantico burrascoso, le spedizioni conobbero un ulteriore impulso.
Tra 1444 e 1446 circa cinquanta caravelle partirono da Lagos e si spinsero per 450 leghe oltre capo Bojador.
Dinis Dias raggiunse le foci del fiume Senegal e doppiò la penisola di Capo Verde nel 1445, dando inizio all'esplorazione della Guinea. Furono così raggiunte le stazioni commerciali a sud del grande Deserto del Sahara. Uno degli obiettivi di Enrico era aggirare le rotte carovaniere del Sahara e rendere accessibili via mare le ricchezze dell'Africa meridionale. A partire dal 1452 il flusso di oro giunto in Portogallo era sufficiente a coniare i primi cruzados d'oro.
A partire dal 1450 Alvise Cadamosto esplorò le coste africane dell'Atlantico arrivando al fiume Gambia nell'attuale Senegal e, tra il 1455 e il 1456 scoprì (probabilmente avvistò le isole senza esplorarle) le prime cinque isole dell'arcipelago di Capo Verde. Antonio da Noli vi giunse negli stessi anni e le esplorò e poi le colonizzò.

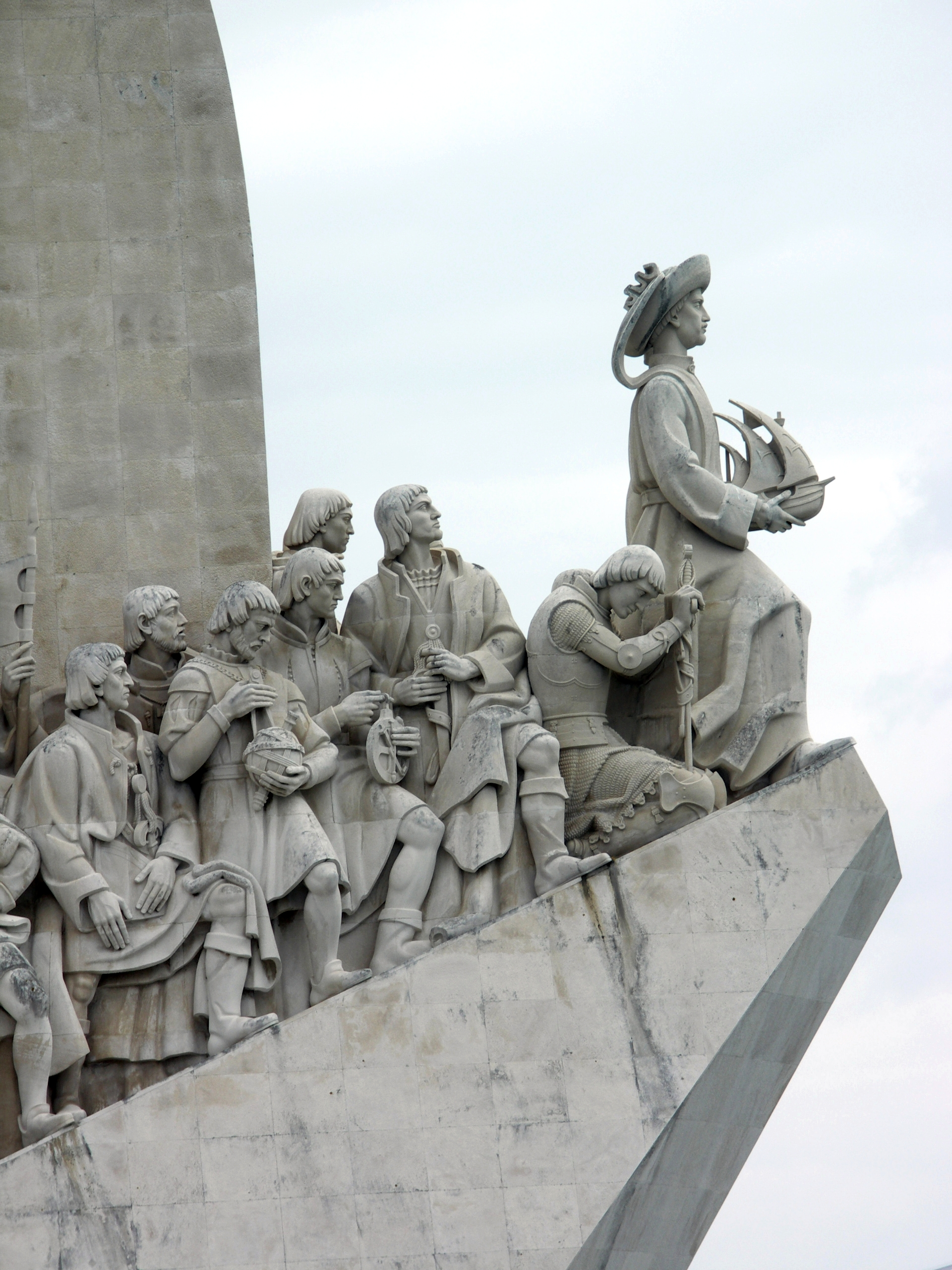
Monumento alle Scoperte, con Enrico in primo piano, a Lisbona, sulla sponda del fiume Tago.

Nel 1459 un geografo, cartografo e monaco camaldolese veneziano del XV secolo, Fra Mauro, gli inviò in Portogallo un planisfero del vecchio Mondo (oggi perduto), ordinatogli da Enrico.
Nel 1460 la costa africana era stata esplorata fino all'attuale Sierra Leone.
Ventotto anni dopo Bartolomeo Diaz confermò che l'Africa era circumnavigabile, raggiungendo il punto più a sud del continente africano (oggi si chiama Capo di Buona Speranza).
Nel 1498 Vasco da Gama, per primo, dal Portogallo raggiunse l'India.

### Politica

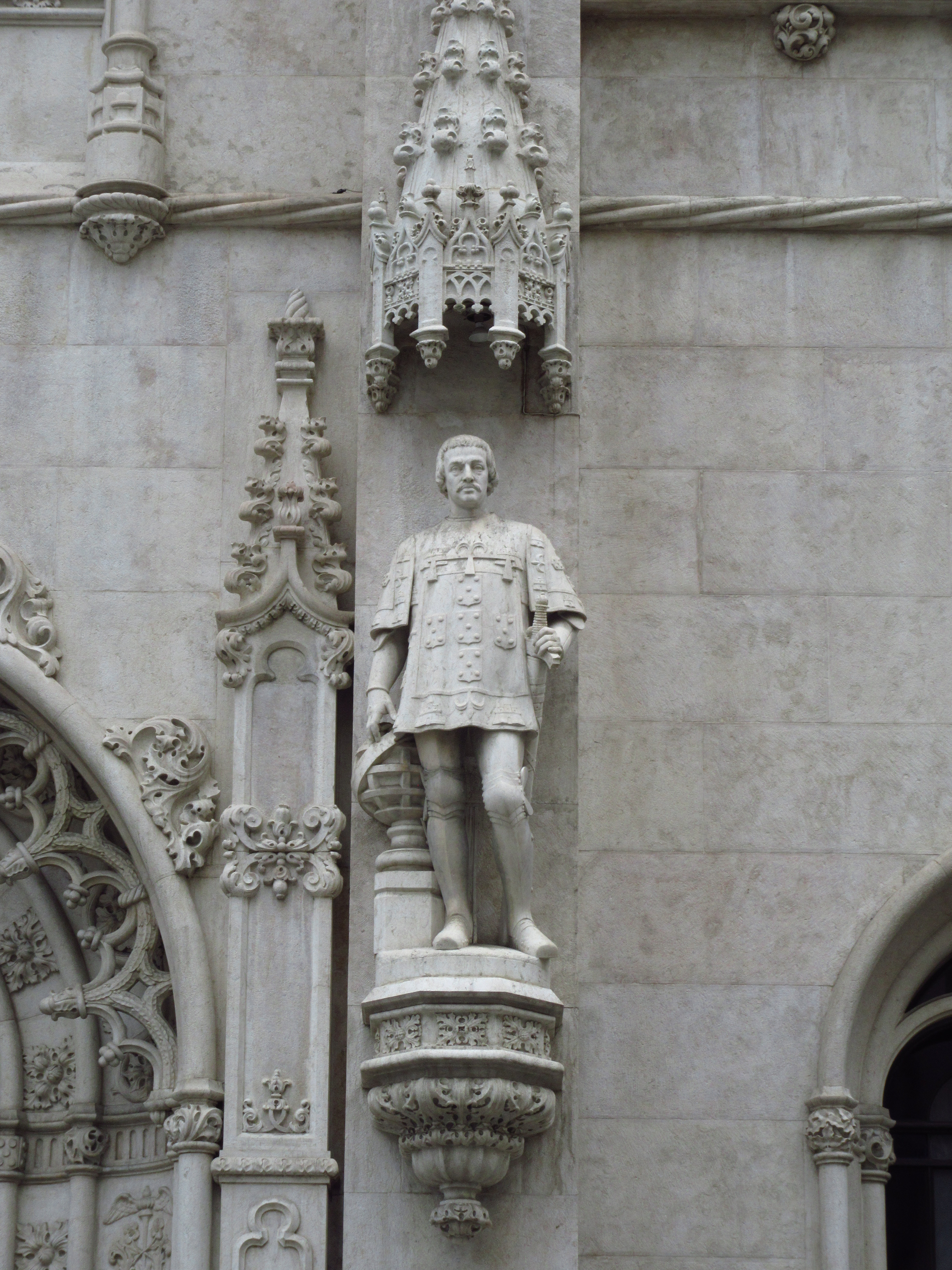
Statua di Enrico il Navigatore nel Regio Gabinetto di Lettura Portoghese.

Il principe Enrico era nel frattempo attivo anche come ascoltato membro del consiglio della corona. Le sue attività in questo campo ebbero però assai minore fortuna. Riuscì comunque a patrocinare la nascita della cattedra di astronomia nell'Università di Coimbra.
Enrico fu tra i principali fautori della spedizione per la conquista di Tangeri nel 1437. Infatti assieme al fratello Fernando, detto il Santo, persuase l'altro fratello, il re Edoardo, a lanciare un'offensiva in Marocco per ottenere una migliore base africana per la futura esplorazione dell'Atlantico e anche per compensare la perdita d'importanza commerciale di Ceuta da quando era divenuta parte del regno portoghese, nel 1415.
Però Giovanni, il connestabile del Portogallo, e Pietro, duca di Coimbra, erano contrari all'iniziativa: avrebbero preferito evitare un conflitto con il re del Marocco. I fatti dettero loro ragione. L'attacco a Tangeri ebbe successo, ma a prezzo di alte perdite umane e ben presto la città fu perduta. Enrico, per preservare l'esercito da ulteriori perdite, si accordò per una tregua, lasciando il fratello più giovane, Fernando, in ostaggio del sultano del Marocco. La tregua fu rotta, sembra dai Mori, e, non essendo riusciti a trovare un accordo, Fernando rimase prigioniero e fu trasferito a Fès, dove, in seguito, morì in prigionia.
La reputazione militare del principe Enrico fu gravemente macchiata, anche perché fu ritenuto responsabile della cattura del fratello (pensò a mettere in salvo l'esercito) e negli ultimi anni della sua vita il principe si dedicò soprattutto all'amministrazione interna.
Enrico morì di malattia a Sagres il 13 novembre 1460, pienamente soddisfatto della sua opera, e fu tumulato nel Monastero di Batalha.

### Giudizi ed eredità culturale

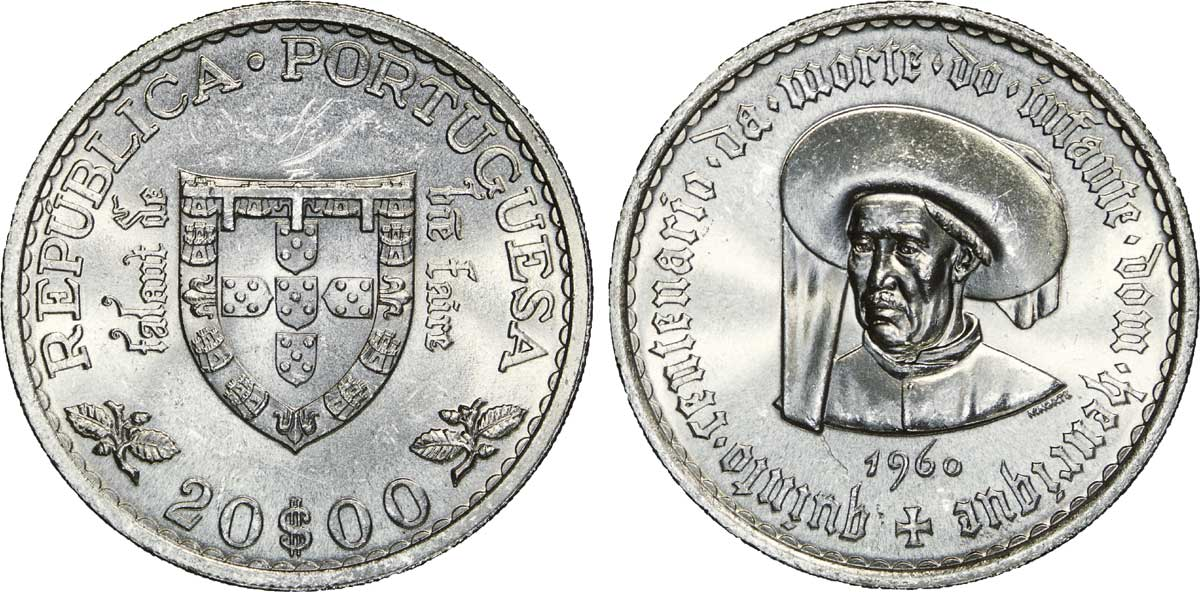
Moneta di Enrico il Navigatore.

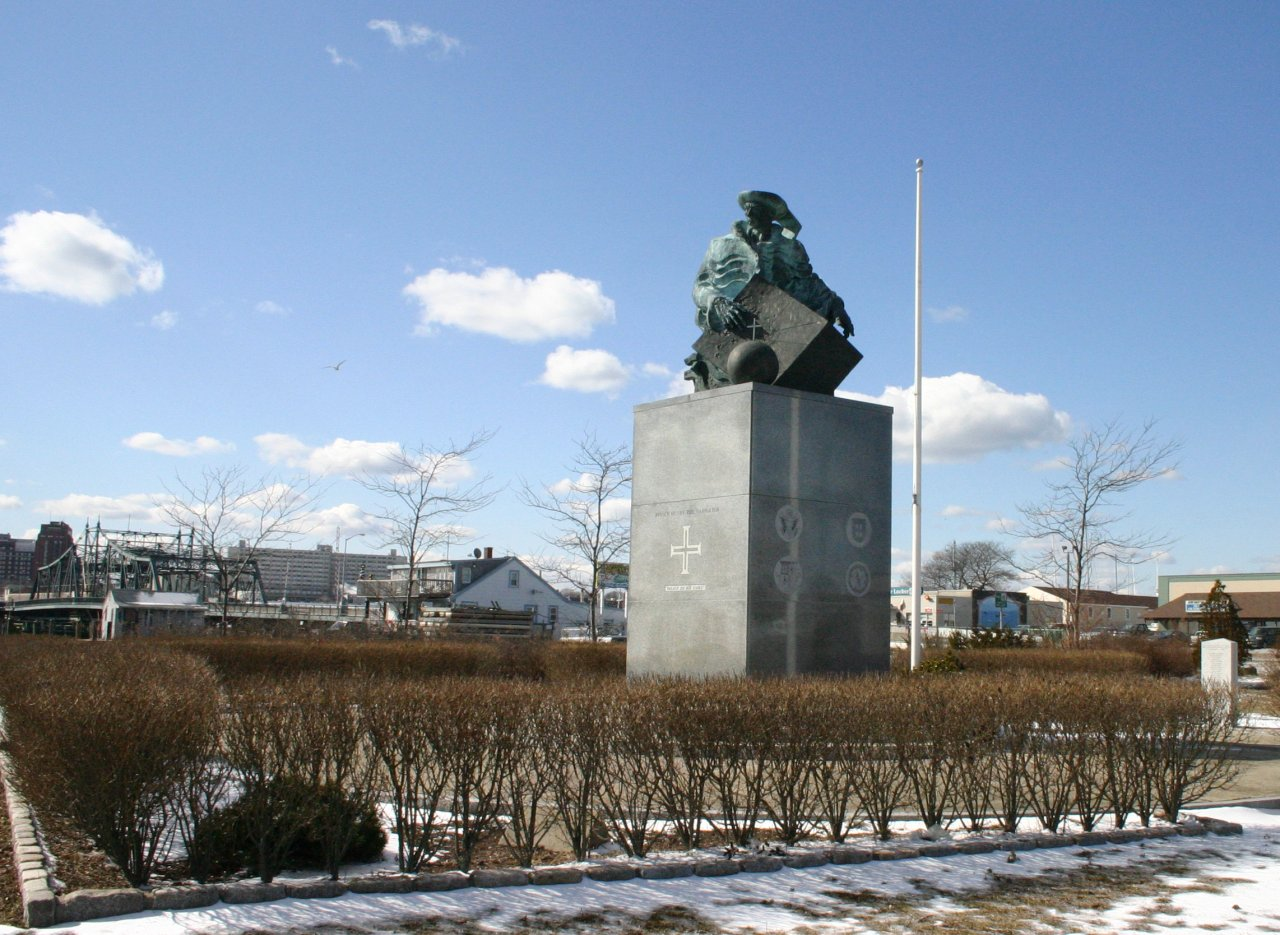
Parco dedicato a Enrico il Navigatore a New Bedford, Massachusetts, USA.

Enrico il Navigatore è passato alla storia come un personaggio alquanto misterioso, spinto da motivazioni non sempre chiare. Il suo ruolo nel progresso scientifico della navigazione è oggetto di discussioni e distinguo, ma senza dubbio fu tra i personaggi che diedero impulso all'espansione oltremare del Portogallo. La sua figura storica ha ispirato opere letterarie, la sua memoria è onorata con varie raffigurazioni e monumenti e la sua effigie è stata riprodotta finanche sulle banconote portoghesi da 10.000 escudos (circa 50 euro). Sulla sua figura è incentrato un romanzo storico dello scrittore libanese Arkan Simaan, L'Écuyer d'Henri le Navigateur (Lo scudiero di Enrico il Navigatore, edito nel 2007 da L'Harmattan, a Parigi). Il romanzo si basa su una cronaca del XV secolo che va dalla conquista di Ceuta sino al primo mercato di schiavi del 1444, nella quale sono descritte le spedizioni, le scoperte, la disfatta di Tangeri e il passaggio di Capo Bojador.
Studi recenti tendono a ridimensionare il ruolo del principe e della scuola nella espansione oltremare del Portogallo, arrivando a definirla talvolta come un mito senza fondamento storico.

### Discendenza
Enrico non prese moglie e di lui non si conosce alcuna discendenza.

## Ascendenza
|                                            |                           |                                          | Genitori                                    |  |  | Nonni |  |  | Bisnonni                  |  |  | Trisnonni              |  |
|                                            |                           |                                          |                                             |  |  |       |  |  | Alfonso IV del Portogallo |  |  | Dionigi del Portogallo |  |
|                                            |                           |                                          |                                             |  |  |       |  |  | Alfonso IV del Portogallo |  |  | Dionigi del Portogallo |  |
|                                            |                           | Isabella d'Aragona                       |                                             |  |  |       |  |  | Alfonso IV del Portogallo |  |  |                        |  |
| Pietro I del Portogallo                    |                           |                                          |                                             |  |  |       |  |  | Alfonso IV del Portogallo |  |  |                        |  |
|                                            |                           | Beatrice di Castiglia                    | Sancho IV di Castiglia                      |  |  |       |  |  |                           |  |  |                        |  |
|                                            |                           | Beatrice di Castiglia                    | Sancho IV di Castiglia                      |  |  |       |  |  |                           |  |  |                        |  |
|                                            |                           | Beatrice di Castiglia                    | Maria di Molina                             |  |  |       |  |  |                           |  |  |                        |  |
| Giovanni I del Portogallo                  |                           | Beatrice di Castiglia                    |                                             |  |  |       |  |  |                           |  |  |                        |  |
|                                            |                           | Lourenço Martins                         | …                                           |  |  |       |  |  |                           |  |  |                        |  |
|                                            |                           | Lourenço Martins                         | …                                           |  |  |       |  |  |                           |  |  |                        |  |
|                                            |                           | Lourenço Martins                         | …                                           |  |  |       |  |  |                           |  |  |                        |  |
| Teresa Lourenço                            |                           | Lourenço Martins                         |                                             |  |  |       |  |  |                           |  |  |                        |  |
|                                            |                           | Sancha Martins                           | …                                           |  |  |       |  |  |                           |  |  |                        |  |
|                                            |                           | Sancha Martins                           | …                                           |  |  |       |  |  |                           |  |  |                        |  |
|                                            |                           | Sancha Martins                           | …                                           |  |  |       |  |  |                           |  |  |                        |  |
| Enrico il Navigatore                       |                           | Sancha Martins                           |                                             |  |  |       |  |  |                           |  |  |                        |  |
|                                            | Edoardo III d'Inghilterra | Edoardo II d'Inghilterra                 |                                             |  |  |       |  |  |                           |  |  |                        |  |
|                                            | Edoardo III d'Inghilterra | Edoardo II d'Inghilterra                 |                                             |  |  |       |  |  |                           |  |  |                        |  |
|                                            | Edoardo III d'Inghilterra | Isabella di Francia                      |                                             |  |  |       |  |  |                           |  |  |                        |  |
| Giovanni Plantageneto, I duca di Lancaster | Edoardo III d'Inghilterra |                                          |                                             |  |  |       |  |  |                           |  |  |                        |  |
|                                            |                           | Filippa di Hainaut                       | Guglielmo I di Hainaut                      |  |  |       |  |  |                           |  |  |                        |  |
|                                            |                           | Filippa di Hainaut                       | Guglielmo I di Hainaut                      |  |  |       |  |  |                           |  |  |                        |  |
|                                            |                           | Filippa di Hainaut                       | Giovanna di Valois                          |  |  |       |  |  |                           |  |  |                        |  |
| Filippa di Lancaster                       |                           | Filippa di Hainaut                       |                                             |  |  |       |  |  |                           |  |  |                        |  |
|                                            |                           | Enrico Plantageneto, I duca di Lancaster | Enrico Plantageneto, III conte di Lancaster |  |  |       |  |  |                           |  |  |                        |  |
|                                            |                           | Enrico Plantageneto, I duca di Lancaster | Enrico Plantageneto, III conte di Lancaster |  |  |       |  |  |                           |  |  |                        |  |
|                                            |                           | Enrico Plantageneto, I duca di Lancaster | Maud Chaworth                               |  |  |       |  |  |                           |  |  |                        |  |
| Bianca di Lancaster                        |                           | Enrico Plantageneto, I duca di Lancaster |                                             |  |  |       |  |  |                           |  |  |                        |  |
|                                            |                           | Isabella di Beaumont                     | Enrico di Beaumont                          |  |  |       |  |  |                           |  |  |                        |  |
|                                            |                           | Isabella di Beaumont                     | Enrico di Beaumont                          |  |  |       |  |  |                           |  |  |                        |  |
|                                            |                           | Isabella di Beaumont                     | Alice Comyn                                 |  |  |       |  |  |                           |  |  |                        |  |
|                                            |                           | Isabella di Beaumont                     |                                             |  |  |       |  |  |                           |  |  |                        |  |

## Nella cultura di massa

### Cartoni animati
- Grandi uomini per grandi idee episodio 5: "Enrico il Navigatore".

### Musica
- La canzone "Mari Infiniti" del rapper Murubutu, dall'album La bellissima Giulietta e il suo povero padre grafomane, è ispirata alle vicende del navigatore.